# Tue Blædel
Tue Blædel (født 1980 i Vanløse) er radiovært på DR P3-programmet Tue og Tony på P3. Han er født i Vanløse, hvor han er vokset op i et kollektiv. Tue Blædel har boet det meste af sit liv på Nørrebro i København.

## Uddannelse
Tue Blædel har en BA i journalistik og en MA i kommunikation.

## Karriere

### Radio

#### 2007 - 2009
P4 København

#### 2009 - 2009 (udlån)
Aftenshowet

P1 Eftermiddag

#### 2011 - 2012
P3 Nyhederne

#### 2012 - 2015
Pressen på P3

#### 2016 - Nu
Tue og Tony på P3

### Film
Spiller radiovært i Dannys dommedag (2014)

## Privatliv
Tue Blædel er passioneret sportselsker. Han har optrådt i komikeren Anders Fjeldsteds fodboldpodcast, Fjelles Fodboldfjol  og han er inkarneret fan af Arsenal F.C.
Tue Blædel dyrker også selv basketball, hvor han spiller positionen "point guard".